# Arik Marshall
Arik Marshall (13 februari 1967) is een Amerikaans gitarist (van gedeeltelijk Joodse en gedeeltelijk gekleurde afkomst) uit Californië en speelt in de band van Macy Gray.
Arik heeft in diverse bands gespeeld, waaronder met zijn twee broers in Trulio Disgracias, in Marshall Law en in de Red Hot Chili Peppers. Verder zijn enkele andere albums waaraan hij heeft meegewerkt zijn Loc-ed After Dark van Tone-Lōc, Stickin' To My Guns van Etta James en aan de bewerking van de Police-single Demolition Man door Sting. In 2005 bracht hij een solo-album uit, Pleasures of the Funky.

## Voetnoot
1. ↑  Pleasures of the Funky, allmusic.com

- MusicBrainz: 81049199-25ba-44a1-bab5-a1415da4075d
- Nationale Bibliotheek van Tsjechië: xx0194070
- Virtual International Authority File: 356149294237380521167